# الصنمين
الصنمين إحدى مدن محافظة درعا الواقعة في جنوبي سوريا.

## التسمية
حملت الصنمين عبر تاريخها الطويل عدة أسماء، كان آخرها اسمها الحالي الذي يعود لوجود (صنمين) مميزين في المدينة إبان الفتح الإسلامي، فنسبت المدينة لهذين التمثالين.

## الموقع والتقسيم الإداري
تقع مدينة الصنمين في منتصف المسافة بين دمشق ودرعا على بعد 50 كم من كل منهما، كما أنها تتوسط العديد من القرى والبلدات المحيطة بها، إضافة إلى أنها مركز منطقة الصنمين، وهي المنطقة الشمالية من محافظة درعا،
وهذا ما أكسبها أهمية تجارة واقتصادية.
وتمتد المدينة على مساحة إجمالية تصل إلى أكثر من خمسة آلاف هكتار، في حين تبلغ مساحة مخططها التنظيمي الجديد 1050 هكتاراً، وترتفع المدينة 620 متراً عن سطح البحر، ويمر منها نهر العرام المنحدر من سفوح جبل الشيخ، ويصب مجراه في نهر اليرموك.
يتبع للمدينة إدارياً العديد من المدن والبلدات مثل إنخل في الجنوب الغربي وقيطا والحارة وعقربا في الغرب وكفر شمس ودير العدس في الشمال الغربي وكفر ناسج ودير البخت في الشمال وغباغب وجباب وموثبين في الشمال الشرقي وبصير في الشرق وخبب وتبنة في الجنوب الشرقي والقنية في الجنوب.

## السكان
- في عام 2004 كان عدد سكان منطقة الصنمين بالعموم 167,882 نسمة، غالبيتهم العظمى من المسلمين السنة، بالإضافة لبعض المسيحيين في قرى صغيرة مثل خبب وبصير.[6]
- بينما كان عدد سكان المدينة في العام نفسه 26,268 نسمة.[7]
- وفي عام 2010 قدر عدد سكان المدينة بنحو 42,250 نسمة.[4]

## التاريخ

معبد الآلهة تيكة في مدينة الصنمين

### العهود القديمة
تعاقبت على مدينة الصنمين حضارات كثيرة، منها الرومانية والإغريقية والهلنستية، وفيها العديد من الآثار العائدة لتلك الفترات، لكن أكثر ما يميزها هو المعبد الوثني الروماني الذي يعود إلى عام 191 م، وذلك وفقاً للكتابات اللاتينة المكتشفة، ويسمى معبد الآلهة «تيكة» آلهة السعادة في الميثولوجيا الإغريقية والهلنستية، وقد تم اكتشاف المعبد في القرنين الثامن عشر والتاسع عشر من قبل الرحالة وعلماء الآثار الذين زاروا المنطقة آنذاك.
وللمعبد قيمة تاريخية كبيرة حيث يعد النموذج الأقدم لبناء البازيليكات في سورية، ويتميز بالعناصر الهندسية والزخرفية التي تزين المعبد وجميعها من الطراز الكورنثي المنحوت في الحجر البازلتي الأزرق، ويعتقد أن البناء في الماضي كان معبداً مزدوجاً، حيث وجد أيضاً ستة قناصل تحمل تماثيل بعض الآلهة والقادة العسكريين، ذكر اسم اثنين منهما على قنصلين وجدا في الجدار الغربي. وبعد الآلهة تيكة جاء جوليانوس زعيم الكتيبة الغالية الثالثة من بلاد الغال (فرنسا) حالياً، والذي أسس هذا المعبد للطائفة الأريزية ونسبة إلى اسم هذه الطائفة دعيت الصنمين في القديم باسم أرينا.

### العهد الإسلامي
دخل المسلمون المدينة أثناء فتوحاتهم في بلاد الشام، وقد أمر الخليفة عمر بن الخطاب ببناء مسجداً فيها، كما أن المدينة تضم قبر الصحابي جبير بن مطعم. وقد زادت أهمية المدينة كونها واقعة على طريق الحج القديم.

## الاقتصاد والمرافق الخدمية
يعمل عدد من الأهالي بالتجارة وفي المصانع والمعامل الواقعة حول المدينة، وموظفين في دوائر الدولة، وفي مجال تجارة السيارات حيث يوجد سوق للسيارات يعتبر الأول من نوعه على مستوى المحافظة، ويعد من مصادر الدخل الهامة لمجلس المدينة.
كما يعمل قسم لا بأس به من السكان بالزراعة حيث تبلغ المساحات القابلة للزراعة 3600 هكتار، في حين تبلغ المساحات غير القابلة للزراعة 1370 هكتاراً بالإضافة إلى 340 هكتاراً من الأراضي الصخرية، وتصنف معظم الأراضي بمنطقة الصنمين كأراضي منطقة استقرار ثانية.
وفي هذا المجال يعتمد الأهالي على الزراعات البعلية (مياه الأمطار) كالقمح والشعير، وتبلغ مساحة الأراضي المزروعة بالقمح حوالي عشرة آلاف دونم سنوياً، بينما يبلغ معدل الإنتاج السنوي للدونم الواحد بين 150 و200 كلغ، وهناك قسم ضئيل من السكان يقومون بزراعة الخضراوات المروية كالبندورة والبطاطا والجزر وغيرها، وهي زراعات تعتمد على الآبار الارتوازية.
كما تضم المدينة عدد من المرافق الخمدية كونها مركز منطقة، بالإضافة إلى مشروع لبناء منطقة صناعية على امتداد 90 هكتاراً، ويوجد في المدينة عدد من المراكز الصحية والعيادات الطبية ومستشفى وعسكري.

## الناحية العسكرية
كانت المدينة منذ القدم مركزاً عسكرياً في المنطقة، حيث أن معبد تيكة -وكما أشرنا- كان معبداً مزدوجاً، ومركزاً لإحدى الكتائب، ولاحقاً -تحديداً في فترة الحكم العثماني- كان في المدينة كتيبة عسكرية للإنكشارية، واليوم يوجد في المدينة مقر قيادة الفرقة التاسعة في الجيش السوري النظامي، ويوجد حولها عدد كبير من الكتائب والألوية.

## الثورة السورية
وقعت في يوم الجمعة 25 آذار/ مارس 2011 في مدينة الصنمين، على خلفية الاحتجاجات السورية 2011، حيث قام مسلحون تقول المعارضة أنهم من قوَّات الأمن السورية بإطلاق النار عشوائياً على متظاهرين سلميين في المدينة، وراحَ ضحيتها أكثر من 20 قتيلاً، إلى جانب عشرات الجرحى.